# 白点叉鼻鲀
白点叉鼻鲀（学名：Arothron meleagris）为輻鰭魚綱魨形目四齒魨亞目四齒鲀科叉鼻鲀属的鱼类。分布于菲律宾至太平洋中部夏威夷和社会群岛、北至日本以及西沙群岛海等，属于暖水性鱼类，棲息深度1-73公尺，體長可達50公分，棲息在水質清澈的潟湖或珊瑚礁區，以藻類、海綿、苔蘚蟲、軟體動物等為食，可作為觀賞魚。其卵巢和肝脏有毒。